# Boris Orlov
Pour les articles homonymes, voir Orlov.
 (août 2017).
Boris Nikolaïevitch Orlov (en russe : Борис Николаевич Орлов) est un biologiste russe, né le 2 septembre 1935 à Gorki en Union soviétique et mort en 2012, docteur en sciences, professeur à l'Académie d'État d'agriculture de Nijni Novgorod et L'université d'État de Nijni Novgorod, membre actif de l'Académie européenne des sciences naturelles (EANS, Hannover, Allemagne). Scientifique émérite de la fédération de Russie (1995). Il est lauréat du prix du gouvernement de Russie en 2001.
Son père est mort pendant la guerre.
Il est diplômé avec honneurs de L'université d'État de Nijni Novgorod.
En 1972, il a défendu sa thèse de doctorat.
Il a été doyen de la Faculté de biologie (1968-1971), et depuis 1974 chef du département de physiologie et de biochimie à L'université d'État de Nijni Novgorod et l'Académie d'État d'agriculture de Nijni Novgorod.
Boris Orlov est l'auteur de 400 articles scientifiques.